# Don Peppino
Il Don Peppino è un traghetto di proprietà della compagnia di navigazione italiana Gestour, appartenuto alla Nav.Ar.Ma dal 1978 al 2001.

## Servizio
Varato il 17 dicembre 1963 nei cantieri navali tedeschi Jos. L. Meyer di Papenburg con il nome di Malmö per la compagnia di navigazione danese Interessentskabet af 29. Dezember 1962, entra in servizio nel marzo successivo sui collegamenti tra Kastrup e Malmö.
Nel 1967 viene venduto alla I/S Kastrup-Malmø-Ruten, continuando a operare sulla stessa rotta.
Nel 1969 viene venduto all'italiana Navigazione Toscana, issando bandiera italiana e venendo rinominato Città di Piombino. Il 19 marzo 1969 entra in servizio sulla Piombino-Porto Azzurro.
Nel settembre del 1976 viene ceduto alla Benito Buono ed entra in servizio sulla rotta tra Piombino e Portoferraio.
Nel 1978 viene ceduto alla Nav.Ar.Ma, entrando in servizio nei collegamenti tra Piombino, Bastia, Porto Santo Stefano, Livorno e Portoferraio. 

L'allora Città di Piombino in arrivo a Porto Santo Stefano.

Nel giugno del 1984, divenuto ormai inutilizzabile sulle lunghe rotte per la Corsica, viene spostato sulle Bocche di Bonifacio, tra Santa Teresa Gallura e Bonifacio. 
Nel 1999 viene disarmato a Cagliari. 
Nel 2001 viene venduto alla Giuffre e Lauro e inserito nei collegamenti tra Napoli e Capri. 
Nel 2002 viene ribattezzato Città di Capri. 
Dal giugno al luglio 2002 viene noleggiato alla DiMaio Lines e inserito sulla Pozzuoli-Procida. 
Nel marzo 2010 viene venduto alla Gestour, che lo ribattezza Don Peppino e lo inserisce sulla Pozzuoli-Ischia, dove opera tutt'oggi.